# Texa
Texa es una pequeña isla perteneciente al grupo de las Hébridas Interiores, en Escocia. Se encuentra localizada al sur de Islay. Ocupa una superficie de 48 ha y alcanza su altura máxima a 48 m s. n. m., en Ceann Garbh. La isla se encuentra actualmente deshabitada, pero alberga una población de cabras salvajes.
- Datos: Q1786927
- Multimedia: Texa / Q1786927